# هواپیمایی شرقی چین

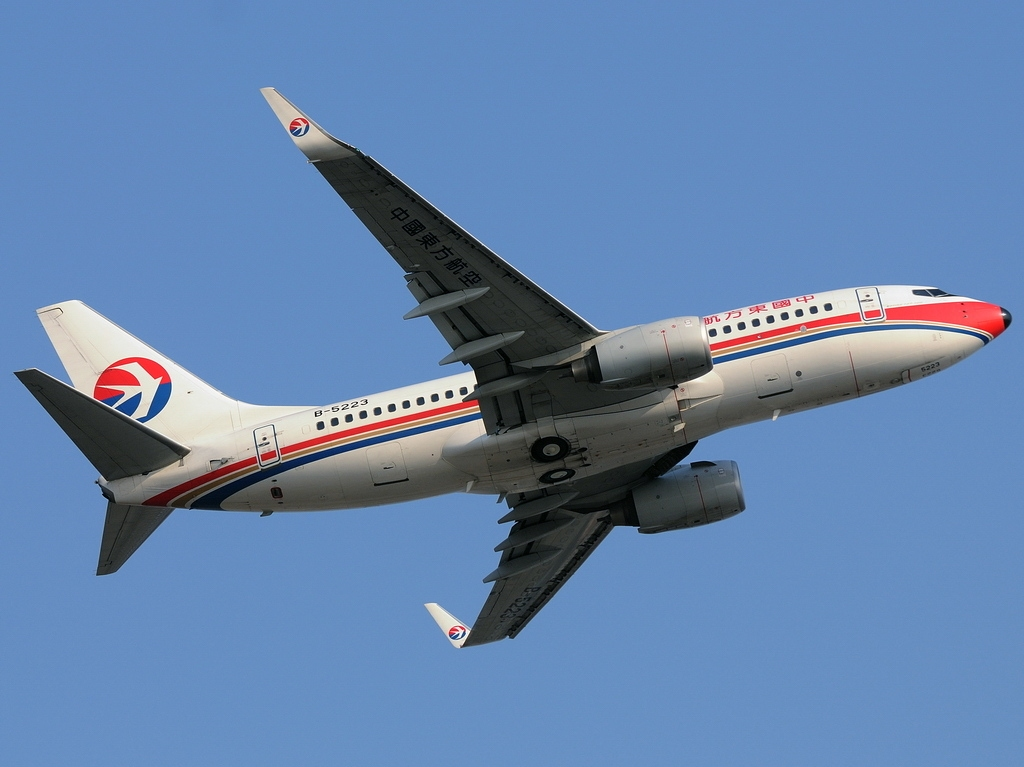
هواپیمای بوئینگ ۷۳۷ متعلق به هواپیمایی شرقی چین

هواپیمایی شرقی چین (به انگلیسی: China Eastern Airlines) شرکت هواپیمایی چینی است، که به‌عنوان یکی از اصلی‌ترین خطوط هوایی چین در بخش بین‌المللی، محسوب می‌شود. 
شرکت هواپیمایی شرقی چین در ۲۵ ژوئن ۱۹۸۸ تحت مدیریت اداره هواپیمایی کشوری چین (به‌اختصار: سی‌ای‌ای‌سی) راه‌اندازی شد و در حال حاضر روزانه به ۱۵۰ مقصد در سراسر جهان به صورت مستقیم پرواز دارد.
دفتر مرکزی این شرکت در فرودگاه بین‌المللی شانگهای هنگقیو، واقع در شهر شانگهای، جمهوری خلق چین قرار دارد و قطب‌های این شرکت هواپیمایی شامل: فرودگاه بین‌المللی کونمینگ چانگشوی، فرودگاه بین‌المللی شانگهای هنگقیو، فرودگاه بین‌المللی شانگهای پودنگ و فرودگاه بین‌المللی شی‌آن شیان‌یانگ می‌باشند.
سهام شرکت هواپیمایی شرقی چین در بازار بورس نیویورک، بورس شانگهای و بورس اوراق بهادار هنگ کنگ معامله می‌شود. دولت جمهوری خلق چین با در اختیار داشتن ۶۱٫۶۴٪ درصد از سهام این شرکت، بزرگترین سهام‌دار آن به‌شمار می‌آید، همچنین ۲۰٪ درصد از سهام آن نیز در اختیار سه شرکت سنگاپور ایرلاینز، هواپیمایی امارات و خطوط هوایی ژاپن می‌باشد. شرکت هواپیمایی شرقی چین در حال حاضر مالک ناوگانی متشکل از ۳۵۵ فروند هواپیمای جت مسافربری است، که یکی از بزرگترین ناوگان‌های هوایی جهان به‌شمار می‌آید.
این شرکت هواپیمایی در روز ۹ دسامبر ۲۰۲۲ نخستین نمونه و اولین هواپیمای تولید شده هواپیمای باریک پیکر کوماک سی۹۱۹ را از شرکت سازنده آن کوماک تحویل گرفت که قرار است نخستین پرواز تجاری خود را اوایل سال ۲۰۲۳ میلادی انجام دهد. همپنین چهار فروند از این نوع هواپیما قرار است تا پایان سال ۲۰۲۲ میلادی برای به کار گیری در خطوط هوایی این شرکت تحویل داده شود تا در سه ماهه نخست سال ۲۰۲۳ رسما به ناوگان هوایی موجود افزوده شوند.